# Hylemeridia eurymelanotes
Hylemeridia eurymelanotes là một loài bướm đêm trong họ Geometridae.